# Articulation sterno-claviculaire

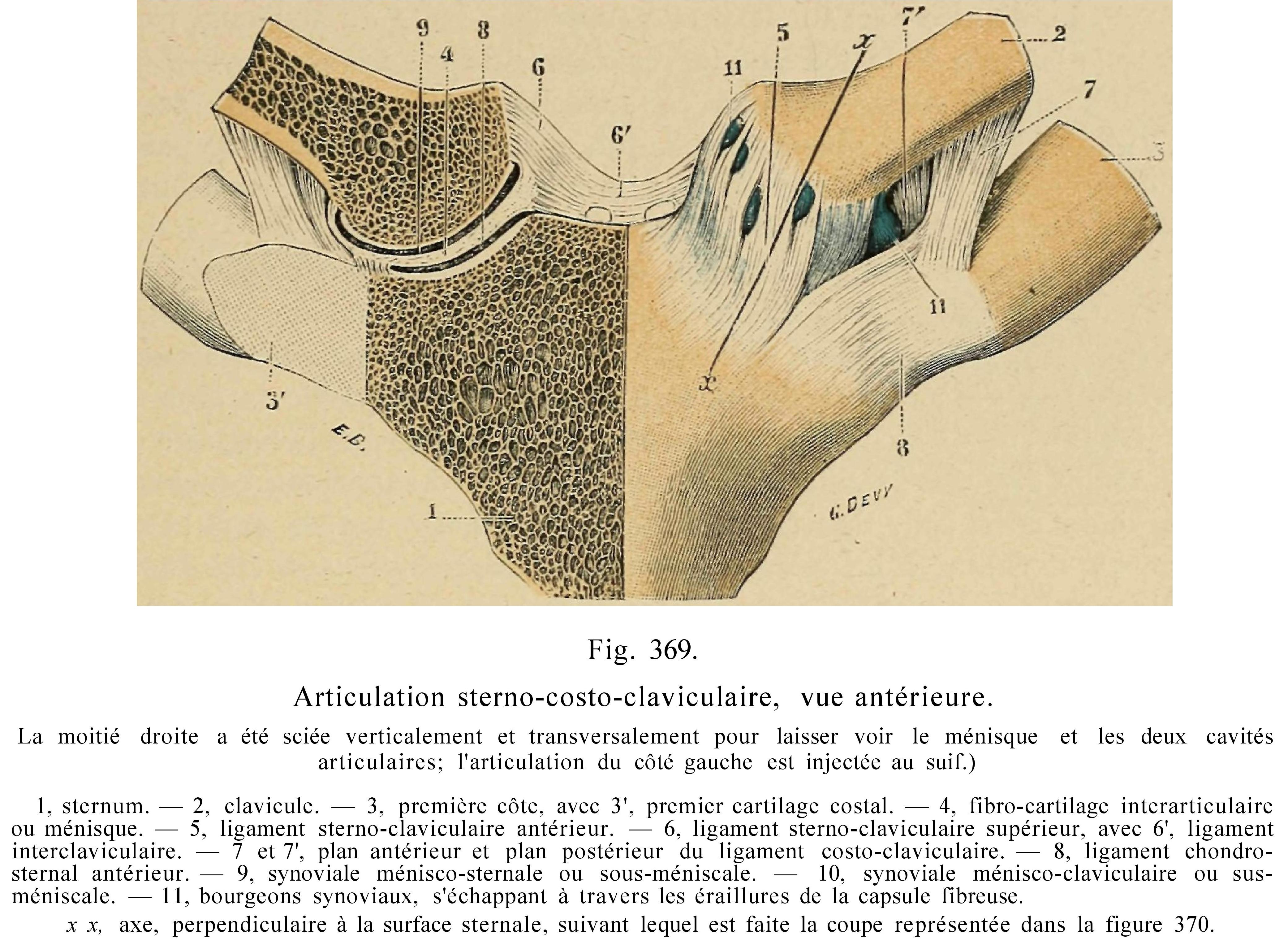

L'articulation sterno-claviculaire (ou articulation sterno-costo-claviculaire) est l'articulation synoviale en selle entre le sternum, la clavicule et le 1er cartilage costal.

## Description

### Surfaces
L'articulation sterno-claviculaire unit les surfaces articulaires de l'extrémité médiale de la clavicule, l'incisure claviculaire du manubrium sternal et le cartilage costal de la première côte.
Les surfaces articulaires sont séparées par un disque articulaire qui délimite deux cavités synoviales : une cavité latérale vers la surface articulaire concave de l'ensemble clavicule-1er cartilage et une cavité médiale vers la surface articulaire de l'incisure claviculaire.

### Ligaments
Une capsule articulaire unit le sternum, la clavicule et le cartilage costal. Elle est renforcée par un ensemble de ligaments :
- le ligament interclaviculaire entre les deux clavicules et l'incisure jugulaire ;
- les ligaments sterno-claviculaire antérieur et postérieur entre le sternum et la clavicule ;
- le ligament costo-claviculaire entre la clavicule et le cartilage costal.

### Vascularisation
L'articulation est vascularisée par des branches de l'artère thoracique interne issue de l'artère subclavière.

### Innervation
L'articulation est innervée par des collatérales du plexus brachial.

## Anatomie fonctionnelle
L'articulation sterno-claviculaire permet le mouvement de la clavicule dans trois plans. Elle permet une circumduction de la clavicule dans un cône de sommet proximal avec les amplitudes distales :
- dans le plan antéro-postérieur de 3 cm (ou 10°) vers l'arrière et 10 cm (ou 30°) vers l'avant ;
- dans le plan céphalo-caudal de 10 cm (ou 30°) vers le haut et 3 cm (ou 10°) vers le bas ;
- rotation autour de l'axe longitudinal de la clavicule de 30°.

Presque toutes les actions de la ceinture scapulaire ou de l'omoplate provoquent un mouvement au niveau de cette articulation.

## Aspect clinique
Un traumatisme peut (rarement) entraîner la luxation de l'articulation sterno-claviculaire. Une luxation postérieure met en danger les structures médiastinales. La chirurgie peut être utilisée pour réparer ces luxations. Une subluxation spontanée peut également survenir.
Une arthropathie de l'articulation sterno-claviculaire peut faire partie du tableau clinique du syndrome SAPHO.